# Aristida capillacea
Aristida capillacea är en gräsart som beskrevs av Jean-Baptiste de Lamarck. Aristida capillacea ingår i släktet Aristida och familjen gräs. Inga underarter finns listade i Catalogue of Life.